# Consejería de Vivienda y Ordenación del Territorio de la Junta de Andalucía
La Consejería de Vivienda y Ordenación del Territorio fue una consejería que formó parte de la Junta de Andalucía. Se creó en 2008 y su único consejero y máximo responsable fue Juan Espadas Cejas. Esta consejería aunaba las competencias autonómicas referidas a vivienda y arquitectura, urbanismo, ordenación del territorio y cartografía.
En marzo de 2010 la consejería fue suprimida y sus áreas de trabajo integradas en la nueva Consejería de Obras Públicas y Vivienda.

## Estructura orgánica
- Consejero: Juan Espadas Cejas
- Viceconsejero: Justo Mañas Alcón
- Secretaría General de Planificación y Desarrollo Territorial: Rocío Allepuz Garrido
- Secretaría General General Técnica: Lucrecio Fernández Delgado
- Dirección General de Urbanismo:
- Dirección General de Inspección de Ordenación del Territorio, Urbanismo y Vivienda: Ana María Moniz Sánchez
- Dirección General de Vivienda y Arquitectura: Rafael Carlos Pavón Rodríguez
- Dirección General del Instituto de Cartografía de Andalucía: Rafael Martín de Agar Valverde

## Entes adscritos a la consejería
- Empresa Pública de Suelo de Andalucía (EPSA)
- La ciudad viva